# Bundesautobahn 516
Die Bundesautobahn 516 (Abkürzung: BAB 516) – Kurzform: Autobahn 516 (Abkürzung: A 516) – ist eine kurze Autobahn in Deutschland, die vollständig auf dem Gebiet der Stadt Oberhausen verläuft. Sie beginnt am Autobahnkreuz Oberhausen verkehrstechnisch als Verlängerung der A 3 von Arnheim, die hier als A 3 nach Köln bzw. als A 2 nach Dortmund verzweigt. Nach fünf Kilometern endet sie an der Anschlussstelle Oberhausen-Eisenheim und geht in die Bundesstraße 223 (Konrad-Adenauer-Allee) Richtung Alt-Oberhausen über. Nach 500 Metern ist sie über die Anschlussstelle Oberhausen-Zentrum mit der A 42 verknüpft.
Die A 516 bindet die Bundesautobahn 3 und die Niederlande an die Oberhausener Innenstadt und das Einkaufszentrum CentrO im Stadtteil Neue Mitte an. Besonders zu Verkehrsstoßzeiten und bei Großveranstaltungen in der Neuen Mitte kommt es zwischen Oberhausen-Sterkrade und dem Übergang in die B 223 häufig zum Stau.

## Geschichte
Die Entstehung der A 516 steht in Zusammenhang mit der Wiederaufnahme der Planungen der so genannten „Hollandlinie“ in den 1950er Jahren, die durch eine Verlängerung der A 3 von Oberhausen bis Emmerich am Rhein und den Grenzübergang Elten verwirklicht werden sollte. Anders als ursprünglich geplant sollte die neue Strecke nicht im Oberhausener Norden an der Autobahn Köln–Berlin enden, sondern südlich weiter ins Oberhausener Stadtgebiet verlängert werden. Statt eines Autobahndreiecks wurde daher ein Autobahnkreuz gebaut. Am 14. Juni 1961 wurde das Autobahnkreuz Oberhausen mit der Fertigstellung der A 3 zwischen Wesel und Oberhausen in Betrieb genommen. Zwei Jahre später wurde auch der Oberhausener Zubringer (heute A 516) bis zur Anschlussstelle Dorstener Straße dem Verkehr übergeben. Erst 1970 wurde auch der zweite Teil bis zur Anschlussstelle Eisenheim fertiggestellt.